# Hvarangde állomás
Hvarangde (Hwarangdae) állomás metróállomás a szöuli metró 6-os vonalán Novon-ku (Nowon-gu) kerületben. Nevét a közelben található Koreai Katonai Akadémia becenevéről kapta.

## Viszonylatok
| 6-os vonal                             | 6-os vonal | 6-os vonal                                   |
| -------------------------------------- | ---------- | -------------------------------------------- |
| Therung (Taereung) Ungam (Eungam) felé | 6-os vonal | Ponghvaszan (Bonghwasan) Sinne (Sinnae) felé |